# تلما تال

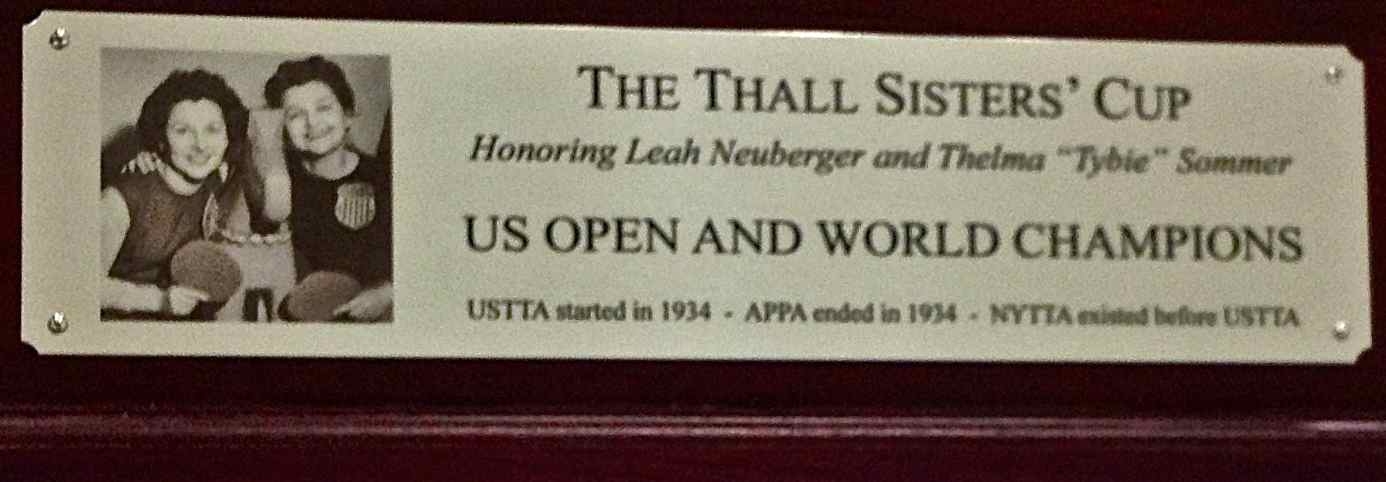
کتیبه‌ای بر روی جایزه «جام عاشقانه خواهران تال»

ا تال (انگلیسی: Thelma Thall؛ زادهٔ ۱۹۲۴) یک بازیکن تنیس روی میز اهل ایالات متحده آمریکا است. 